# Stompin’ at the Savoy
A Stompin’ at the Savoy („Buli a Savoyban”) egy örökzöld dal 1933-ból, Edgar Sampson szerzeménye. A dal címe a híres harlemi éjszakai mulatót, a New York-i Savoy Ballroomot idézi fel.

## Szövegrészlet
„A Savoy, ahol csak romantika van,
A Savoy egy pillanat alatt mindenkit legyőz,
A Savoy a lábakat táncba viszi.
Felejtsd el, aki voltál,
Az ajkak édesek, mint a bor,
Közel vannak egymáshoz az arcok,
A tiéd az enyémhez.”

## Híres felvételek
- Benny Goodman
- Chick Webb
- Edgar Sampson
- Judy Garland (1936)
- Charlie Christian (1941)
- Art Tatum (1941)
- Ella Fitzgerald és Louis Armstrong (1956)
- Ahmad Jamal és Cal Tjader (1958)
- Sarah Vaughan (1964)
- Nikki Yanofsky és Herbie Hancock (2007)
- Karrin Allyson
- Anita O’Day (1956)
- Art Pepper (1956)

## Film
Stompin’ at the Savoy (Buli a Savoyban) amerikai játékfilm 1992-ből. Rendezte: Debbie Allen.
A film 1939-ben játszódik; a nagy gazdasági világválság idején. A film négy barátnő története, akik együtt érkeznek a délről New Yorkba szerencsét próbálni. Hetente kétszer táncolni járnak a Savoyba, ahol különféle emberekkel ismerkednek meg.
Lányok a Savoyból a PORT.hu-n (magyarul)